# Chloroprotyksen
Chloroprotyksen, chloroprotiksen (łac. chlorprothixenum) – organiczny związek chemiczny, neuroleptyk z grupy pochodnych tioksantenu, wprowadzony do lecznictwa w roku 1959 pod nazwą handlową Truxal przez duńską firmę H. Lundbeck. Wykazuje silne działanie uspokajające, słabe przeciwpsychotyczne, słabe przeciwautystyczne i bardzo słabe przeciwdepresyjne. Związek znalazł zastosowanie w leczeniu urojeń z pobudzeniem psychomotorycznym i obniżeniem nastroju, a również w leczeniu niektórych zespołów depresyjnych, zwłaszcza przebiegających z nasilonymi stanami lękowymi i niepokojem oraz w stanach psychotycznych, w tym psychozach alkoholowych i starczych. Pod względem budowy chemicznej związek podobny do chloropromazyny.

## Historia
Pierwszymi lekami przeciwpsychotycznymi były pochodne fenotiazyny. Odkryto, że pewne substancje o działaniu antyhistaminowym powodują nie tylko uspokojenie pacjenta, ale również łagodzą objawy manii, majaczenia, a nawet psychoz.
Chcąc ominąć prawo patentowe chroniące pochodne fenotiazyny, firma Lundbeck podjęła się wprowadzenia na rynek innych, podobnych substancji. Wybór padł na tioksanteny. O ile fenotiazyny posiadały w środkowym pierścieniu prócz siarki atom azotu, tioksanteny miały w tym miejscu atom węgla. Synteza tioksantenów nie przedstawiała większych trudności. Wykorzystano w niej kwas salicylowy, stosowany po II wojnie światowej w terapii świerzbu. W efekcie w 1957 powstał chloroprotyksen.
Związek wprowadzono na rynek pod nazwą Truxal, w nawiązaniu do belgijskiego magika Truxa, specjalizującego się w odgadywaniu cudzych myśli.

## Budowa chemiczna
Chloroprotyksen jest pochodną tioksantenu z łańcuchem bocznym w pozycji 9. Ze względu na obecność wiązania podwójnego tworzy dwa izomery geometryczne, przy czym izomer cis ma silniejsze działanie neuroleptyczne.
Budową cząsteczki przypomina imipraminę.

## Mechanizm działania
Chloroprotyksen należy do leków przeciwpsychotycznych pierwszej generacji.
Jest on silnym antagonistą następujących receptorów:
- receptor serotoninowy[17][18] 5-HT2: działanie przeciwpsychotyczne, przeciwlękowe, zwiększenie masy ciała
- receptory dopaminergiczne[17] D1, D2, D3: działanie przeciwpsychotyczne, sedacja, pozapiramidowe efekty uboczne, wzrost stężenia prolaktyny we krwi, depresja, apatia/anhedonia, zwiększenie masy ciała
Blokada receptorów dopaminergicznych stanowi zasadniczy mechanizm działania leków przeciwpsychotycznych, co ma związek z teorią dopaminergiczną schizofrenii. W łagodzeniu objawów psychotycznych znaczenie odgrywa blokowanie receptorów dopaminy w układach mezokortykalnym i mezolimbicznym[19]. Jednak badania na szczurzych hipokampach wskazują na blokowanie również receptorów D3, co skutkuje redukcją oscylacji γ wiązanych ze schizofrenią[16].
- receptor histaminowy[20] H1: sedacja, zwiększenie masy ciała
- receptory cholinergiczne[21]: działanie antycholinergiczne, ograniczenie pozapiramidowych efektów niepożądanych
- receptor adrenergiczny[20] α1: hipotonia, tachykardia. Efekty wiązania się leków neuroleptycznch z receptorem α1 nie zostały jednoznacznie wyjaśnione. Prócz działań niepożądanych może wywierać ono pewne działanie przeciwpsychotyczne w schizofrenii paranoidalnej, jako że obserwuje się w niej znaczne pobudzenie układu noradrenergicznego[22]

Najsilniej chloroprotyksen wiąże się z receptorami α1, słabiej z D2, M i 5-HT2A, jeszcze słabiej zaś z D1 i D4. Działanie leków przeciwpsychotycznych polega jednak głównie na interakcji z receptorem D2, co potwierdza redukcja pobudzenia wywołanego apomorfiną (agonista receptorów D2) u szczurów. W przypadku chloroprotyksenu spadek pobudzenia następował po średniej dawce 0,194 mg/kg, całkowite jego ustąpienie po 21,5 mg/kg (lek podawano podskórnie). Lokuje to chloroprotyksen wśród antagonistów o średnim potencjale blokowania receptora D2.

## Działanie
Działanie przeciwpsychotyczne leku jest słabe, podobnie jak tiorydazyny – działają one bardziej jak anksjolityki niż neuroleptyki.

## Terapia
W leczeniu przeciwpsychotycznym stosuje się dziennie od 50–100 do 400–600 mg chloroprotyksenu. Lek jednak słabo działa na objawy psychotyczne.
Częściej stosuje się go w terapii niepokoju i nasennie, zwłaszcza w małych dawkach u osób starszych. Skutecznie łagodzi pobudzenie, lęk, objawy depresji. Podaje się go przy leczeniu zaburzeń nerwicowych, zaburzeń osobowości i w zależności alkoholowej, w przypadkach majaczenia, a także w przypadku drażliwości, lęku i niepokoju w terapii uzależnienia od kannabinoli.
Formy depot (o przedłużonym uwalnianiu) nie stosuje się.

## Działania niepożądane
Najczęściej występujące działania niepożądane to senność, bóle i zawroty głowy, zmęczenie, niedociśnienie ortostatyczne, zaparcia, zwiększenie masy ciała, niezbyt często występuje dystonia, akatyzja i suchość w jamie ustnej. Obserwowano tachykardię (przy nagłym zwiększeniu dawki), reakcje fototoksyczne oraz zależną od dawki, odwracalną polineuropatię.
W przypadku stosowania leku przeciwko objawom psychotycznym najważniejszym objawem ubocznym jest sedacja. Natomiast działanie pozapiramidowe nie jest zbyt silne. Ogólnie pochodne tioksantenu przewyższają bezpieczeństwem fenotiozyny, prawdopodobnie z uwagi na silne blokowanie receptora D1, ale też D4. W przeciwieństwie do pochodnych fenotiazyny, czy też butyrofenonu nie pogarszają depresji. W przypadku chloroprotyksenu można mówić nawet o niewielkim działaniu przeciwdepresyjnym.

## Interakcje
Prócz interakcji typowych dla neuroleptyków (w tym wzajemne nasilenie działania z astemizolem, nasilenie działania na układ pozapiramidowe przy połączeniu z rezerpiną, metoklopramidem, tetrabenazyną, nasilenie działań narkotycznych analgetyków, zwiększenie neurotoksyczności przy połączeniu z litem, nasilenie działań niepożądanych przez dodanie indometacyny) chloroprotyksen osłabia działanie insuliny, zwiększając siłę własnego.
Prowadzi się też badania nad interakcją chloroprotyksenu i chlorochiny, leku przeciwmalarycznego. Dokładniej chodzi o uczulanie na chlorochinę.

## Preparaty
Preparaty dostępne w Polsce (stan na lipiec 2024): Chlorprothixen Hasco, Chlorprothixen Zentiva.